# Строево (Калязинский район)
Строево — упразднённая деревня в Калязинском районе Тверской области. Входила на год упразднения в состав Нерльского сельсовета. Включена в конце 1970-х годов в черту села Нерль, ныне улица Школьная.

## Название
По сведениям 1859 года известно под двойным названием: Строево (Чириковские).

## География
Находится примерно в 25 км к югу от города Калязина между реками Нерли и Вьюлка. 

## История
Упоминается в книге «Список населенных мест Тверской губернии по сведениям 1859 года» 1862 года как  постоялый двор владельческий, по тракту из Калязина в Москву.
Присоединена в конце 1970-х годов к селу.

## Население
По сведениям 1859 года на 3 дворах проживали 12 человек, из них	5 мужчин,	7 женщин.